# Tegulifera
Tegulifera är ett släkte av fjärilar. Tegulifera ingår i familjen mott.

## Bildgalleri

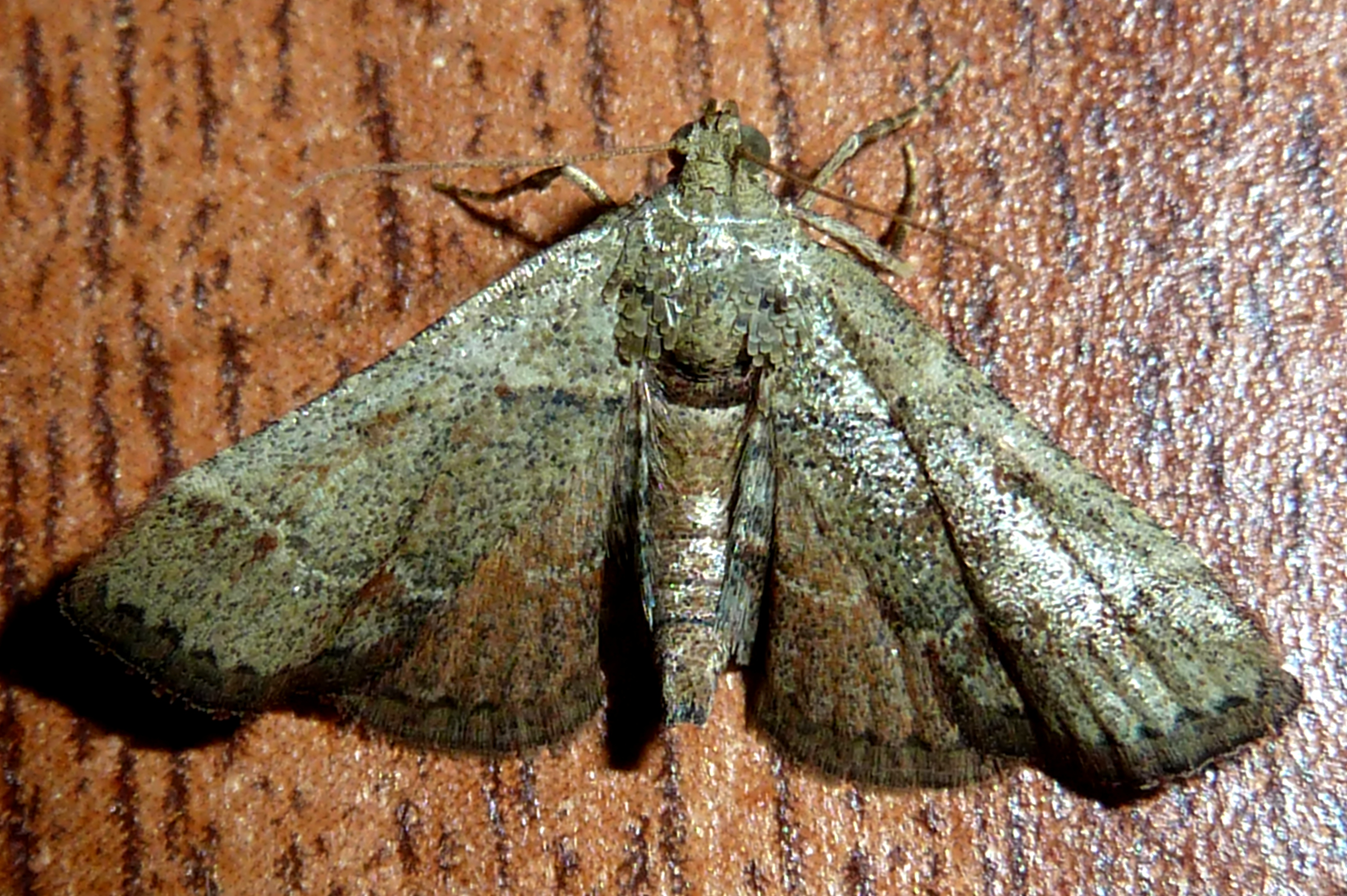
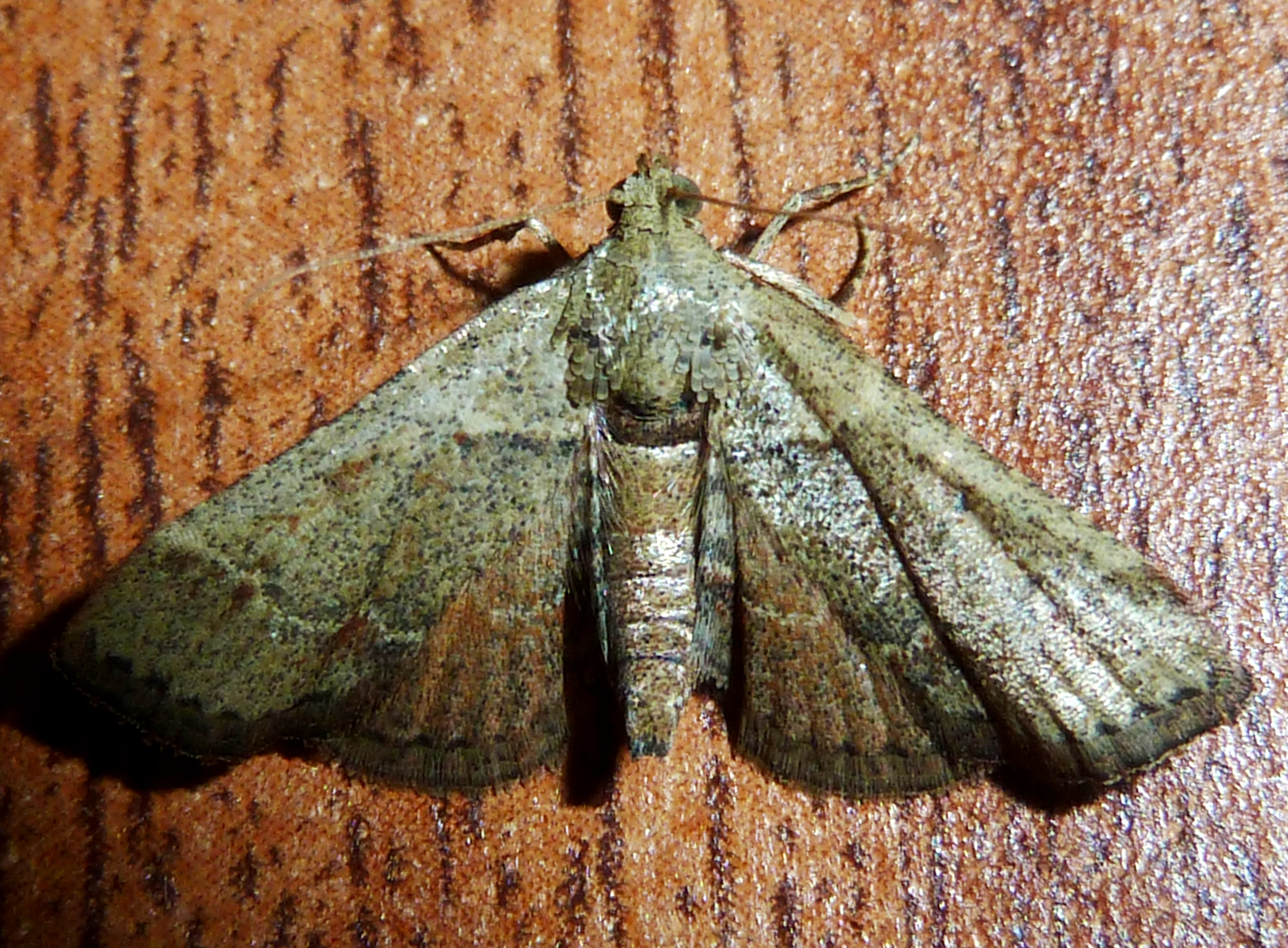

## Dottertaxa tillTegulifera, i alfabetisk ordning[1]
- Tegulifera aestivalis
- Tegulifera angustifascia
- Tegulifera anneliese
- Tegulifera atomosalis
- Tegulifera audeoudi
- Tegulifera bicoloralis
- Tegulifera biplagialis
- Tegulifera bostralis
- Tegulifera bourgini
- Tegulifera camptoceralis
- Tegulifera capuronalis
- Tegulifera castanealis
- Tegulifera catalalis
- Tegulifera chromalis
- Tegulifera chrysoproctalis
- Tegulifera conisalis
- Tegulifera costipunctata
- Tegulifera cyanealis
- Tegulifera drapesalis
- Tegulifera dulciculalis
- Tegulifera elaeomesa
- Tegulifera epipyralis
- Tegulifera flaveola
- Tegulifera flavicarnea
- Tegulifera flavirubralis
- Tegulifera fumosalis
- Tegulifera gallienalis
- Tegulifera herbulotalis
- Tegulifera holothermalis
- Tegulifera humberti
- Tegulifera ignealis
- Tegulifera irroralis
- Tegulifera kwangtungialis
- Tegulifera lanitralis
- Tegulifera lienpingialis
- Tegulifera marionalis
- Tegulifera nerina
- Tegulifera nigra
- Tegulifera nosivolalis
- Tegulifera oblunata
- Tegulifera obovalis
- Tegulifera obscurata
- Tegulifera ochrealis
- Tegulifera ochrimesalis
- Tegulifera pallidalis
- Tegulifera pallidibasalis
- Tegulifera pallivittata
- Tegulifera pernalis
- Tegulifera phaeaptera
- Tegulifera pictimarginalis
- Tegulifera platymitris
- Tegulifera pretiosalis
- Tegulifera psamathopis
- Tegulifera purpurascens
- Tegulifera pyraliformis
- Tegulifera radamalis
- Tegulifera rosalinde
- Tegulifera rosealis
- Tegulifera rubra
- Tegulifera rubralis
- Tegulifera rubrifuscalis
- Tegulifera rufalis
- Tegulifera rufifascialis
- Tegulifera sanguicilialis
- Tegulifera sanguinalis
- Tegulifera sanguinea
- Tegulifera semicircularis
- Tegulifera sinensis
- Tegulifera subolivescens
- Tegulifera tripartalis
- Tegulifera tripartita
- Tegulifera tristiculalis
- Tegulifera vinotinctalis
- Tegulifera zombitsalis
- Tegulifera zonalis